# Grand Prix automobile du Canada 2008
GP précédent GP suivant
Le Grand Prix automobile du Canada 2008 (Formula 1 Grand Prix du Canada 2008), disputé sur le circuit Gilles Villeneuve à Montréal le 8 juin 2008, est la septième manche du championnat 2008 de Formule 1 et la 792e épreuve du championnat du monde de Formule 1 courue depuis 1950. Il s'agit du 30e anniversaire du premier Grand Prix de Formule 1 organisé sur ce circuit en 1978.

## Essais libres

### Vendredi matin

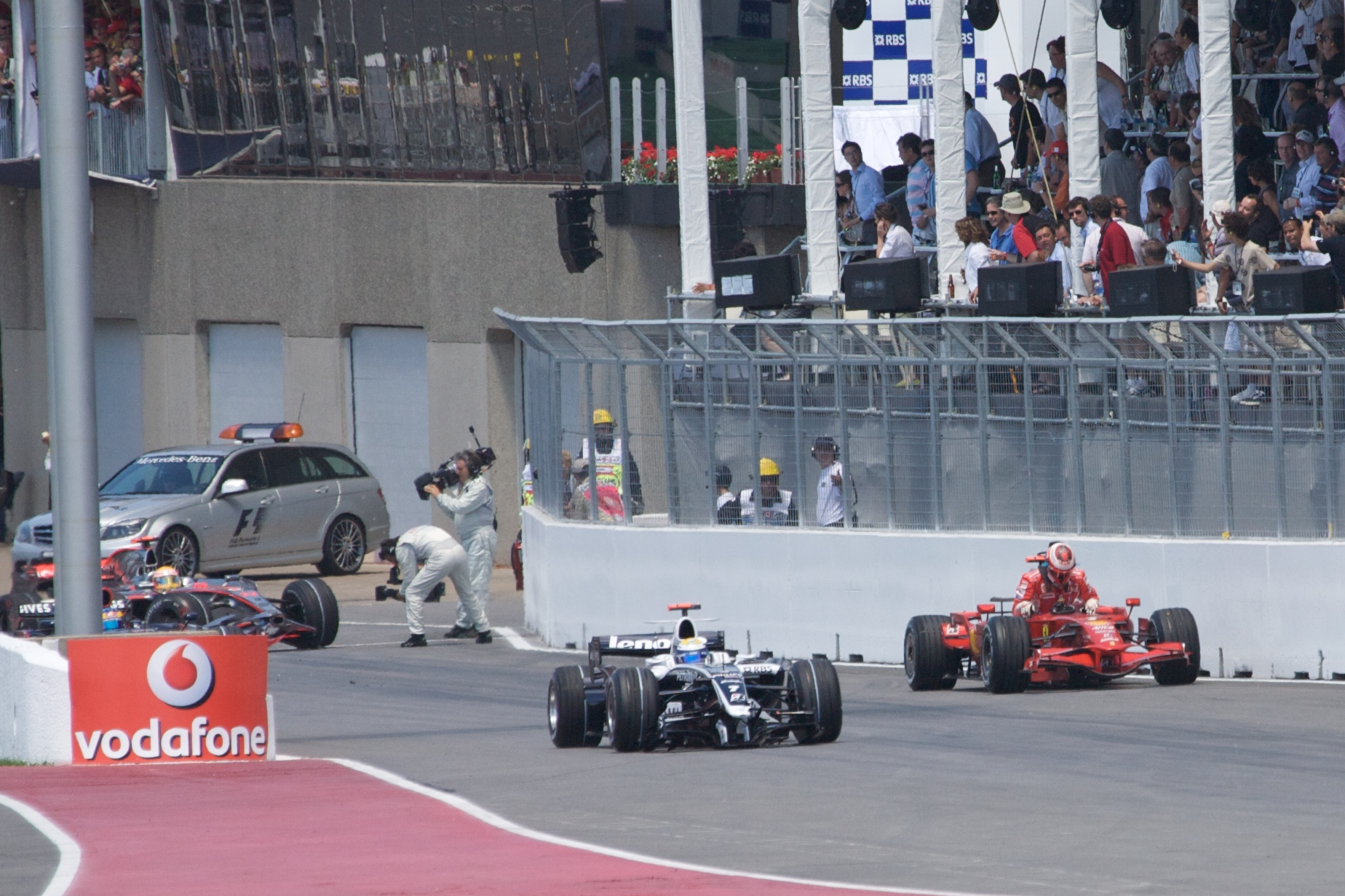
Quelques instants après le mini-carambolage survenu à la sortie des stands qui a éliminé Lewis Hamilton et Räikkönen.

| Pos | Pilote            | Voiture          | Chrono         | Écart   |
| --- | ----------------- | ---------------- | -------------- | ------- |
| 1   | Felipe Massa      | Ferrari          | 1 min 17 s 553 |         |
| 2   | Robert Kubica     | BMW Sauber       | 1 min 17 s 809 | 0 s 256 |
| 3   | Heikki Kovalainen | McLaren-Mercedes | 1 min 18 s 133 | 0 s 580 |
| 4   | Nick Heidfeld     | BMW Sauber       | 1 min 18 s 182 | 0 s 629 |
| 5   | Kimi Räikkönen    | Ferrari          | 1 min 18 s 292 | 0 s 739 |
| 6   | Lewis Hamilton    | McLaren-Mercedes | 1 min 18 s 303 | 0 s 750 |

### Vendredi après-midi

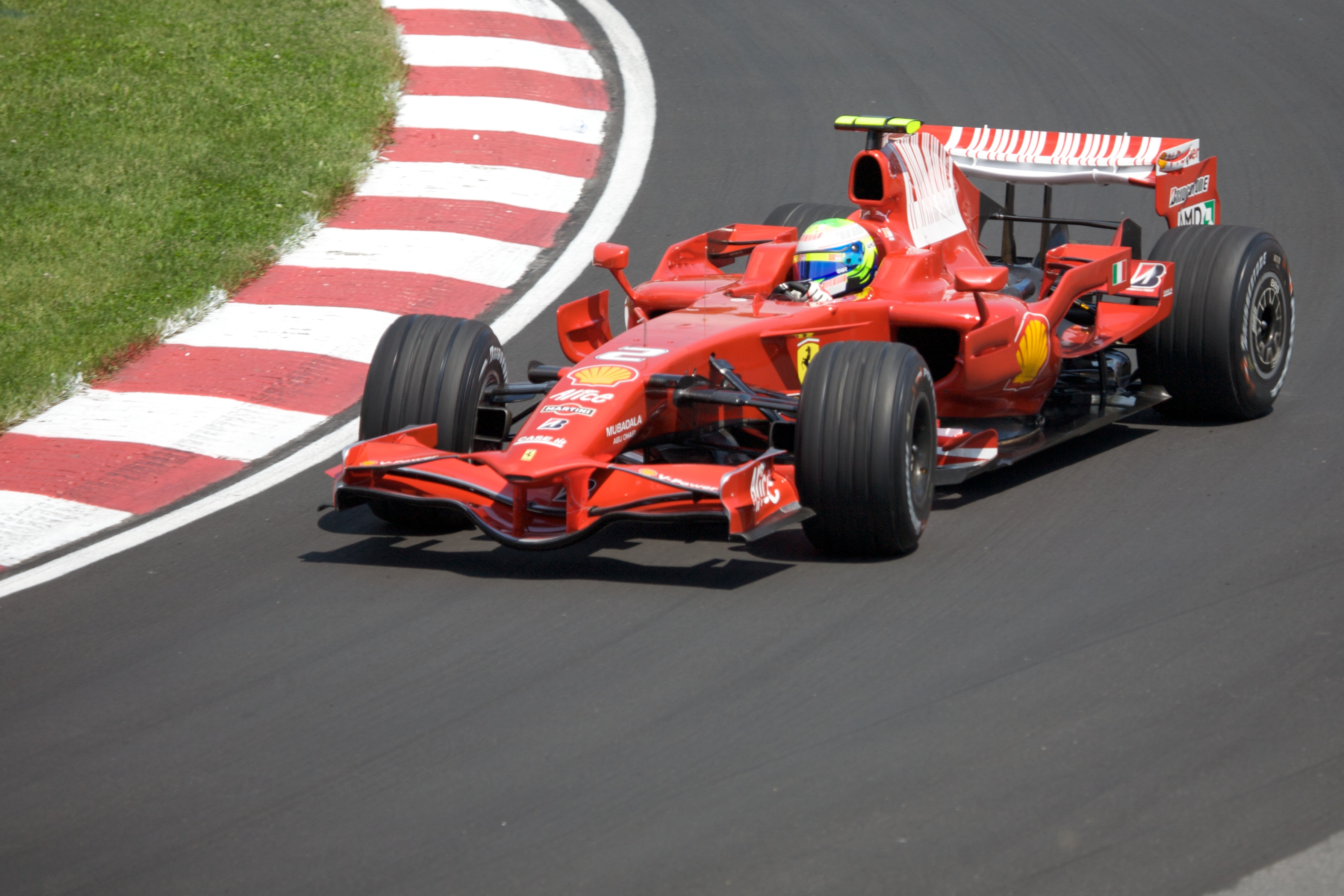
Felipe Massa réalise le meilleur temps de la première séance d'essais libres.

| Pos | Pilote            | Voiture          | Chrono         | Écart   |
| --- | ----------------- | ---------------- | -------------- | ------- |
| 1   | Lewis Hamilton    | McLaren-Mercedes | 1 min 15 s 752 |         |
| 2   | Robert Kubica     | BMW Sauber       | 1 min 16 s 023 | 0 s 271 |
| 3   | Kimi Räikkönen    | Ferrari          | 1 min 16 s 093 | 0 s 341 |
| 4   | Heikki Kovalainen | McLaren-Mercedes | 1 min 16 s 331 | 0 s 579 |
| 5   | Felipe Massa      | Ferrari          | 1 min 16 s 413 | 0 s 661 |
| 6   | Nick Heidfeld     | BMW Sauber       | 1 min 16 s 589 | 0 s 837 |

### Samedi matin
| Pos | Pilote          | Voiture          | Chrono         | Écart   |
| --- | --------------- | ---------------- | -------------- | ------- |
| 1   | Nico Rosberg    | Williams-Toyota  | 1 min 16 s 555 |         |
| 2   | Kimi Räikkönen  | Ferrari          | 1 min 16 s 589 | 0 s 034 |
| 3   | Lewis Hamilton  | McLaren-Mercedes | 1 min 16 s 725 | 0 s 170 |
| 4   | Felipe Massa    | Ferrari          | 1 min 16 s 787 | 0 s 232 |
| 5   | Kazuki Nakajima | Williams-Toyota  | 1 min 16 s 898 | 0 s 343 |
| 6   | Jarno Trulli    | Toyota           | 1 min 16 s 946 | 0 s 391 |

## Grille de départ
| Pos | Pilote               | Écurie              | Qualifications 1 | Qualifications 2 | Qualifications 3 |
| --- | -------------------- | ------------------- | ---------------- | ---------------- | ---------------- |
| 1   | Lewis Hamilton       | McLaren-Mercedes    | 1 min 16 s 909   | 1 min 17 s 034   | 1 min 17 s 886   |
| 2   | Robert Kubica        | BMW Sauber          | 1 min 17 s 471   | 1 min 17 s 679   | 1 min 18 s 498   |
| 3   | Kimi Räikkönen       | Ferrari             | 1 min 17 s 301   | 1 min 17 s 364   | 1 min 18 s 735   |
| 4   | Fernando Alonso      | Renault             | 1 min 17 s 415   | 1 min 17 s 488   | 1 min 18 s 746   |
| 5   | Nico Rosberg         | Williams-Toyota     | 1 min 17 s 991   | 1 min 17 s 891   | 1 min 18 s 844   |
| 6   | Felipe Massa         | Ferrari             | 1 min 17 s 231   | 1 min 17 s 353   | 1 min 19 s 048   |
| 7   | Heikki Kovalainen    | McLaren-Mercedes    | 1 min 17 s 287   | 1 min 17 s 684   | 1 min 19 s 089   |
| 8   | Nick Heidfeld        | BMW Sauber          | 1 min 18 s 082   | 1 min 17 s 781   | 1 min 19 s 633   |
| 9   | Rubens Barrichello   | Honda               | 1 min 18 s 256   | 1 min 18 s 020   | 1 min 20 s 848   |
| 10  | Mark Webber          | Red Bull-Renault    | 1 min 17 s 582   | 1 min 17 s 523   | pas de temps     |
| 11  | Timo Glock           | Toyota              | 1 min 18 s 321   | 1 min 18 s 031   |                  |
| 12  | Kazuki Nakajima      | Williams-Toyota     | 1 min 17 s 638   | 1 min 18 s 062   |                  |
| 13  | David Coulthard      | Red Bull-Renault    | 1 min 18 s 168   | 1 min 18 s 238   |                  |
| 14  | Jarno Trulli         | Toyota              | 1 min 18 s 039   | 1 min 18 s 327   |                  |
| 15  | Nelsinho Piquet      | Renault             | 1 min 18 s 505   | 1 min 18 s 393   |                  |
| 16  | Adrian Sutil         | Force India-Ferrari | 1 min 19 s 108   |                  |                  |
| 17  | Giancarlo Fisichella | Force India-Ferrari | 1 min 19 s 165   |                  |                  |
| 18  | Sébastien Bourdais   | Toro Rosso-Ferrari  | 1 min 18 s 916   |                  |                  |
| 19  | Jenson Button        | Honda               | 1 min 23 s 565   |                  |                  |
| 20  | Sebastian Vettel     | Toro Rosso-Ferrari  | pas de temps     |                  |                  |

Notes:

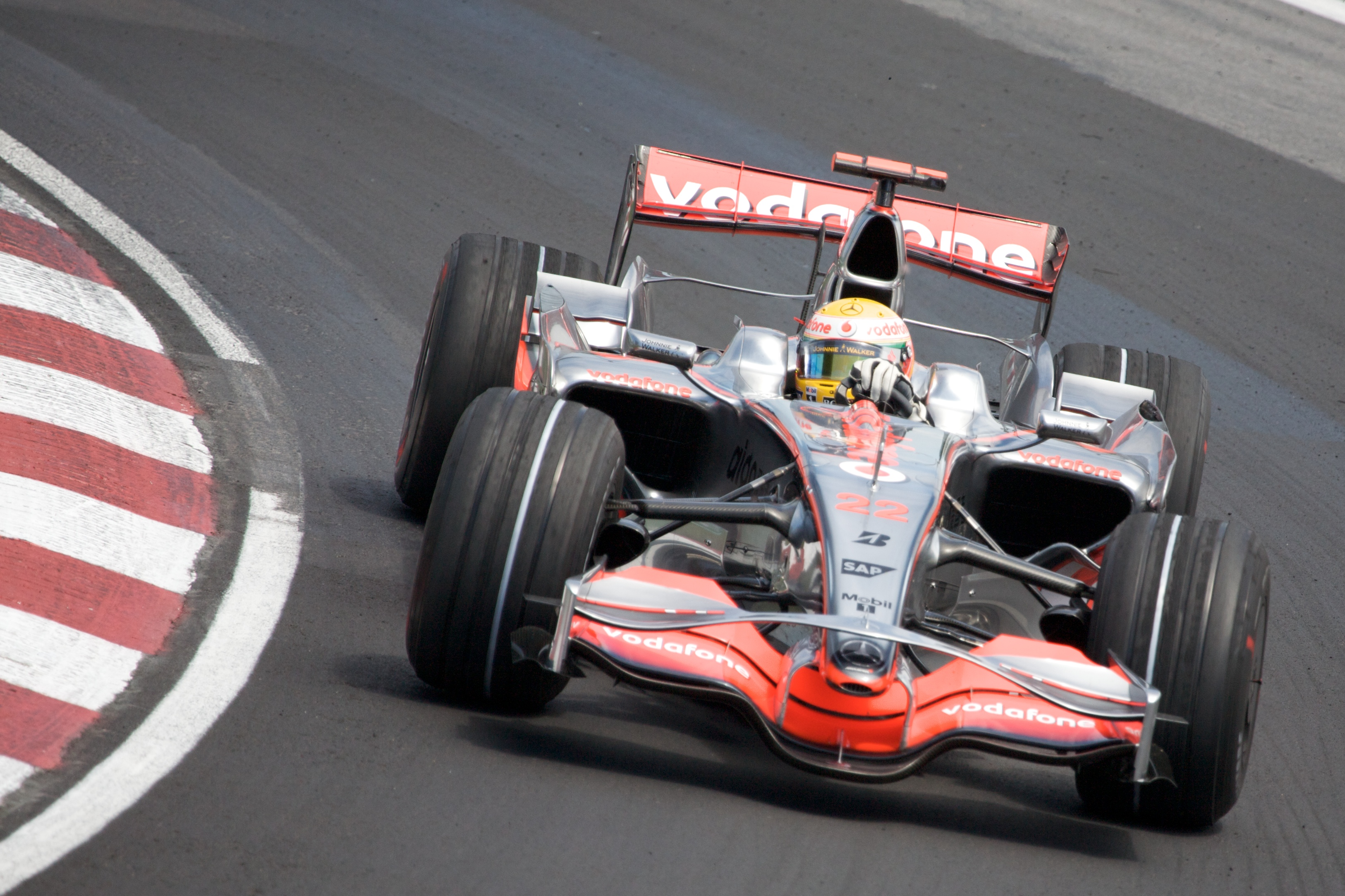
Lewis Hamilton réalise la pole position.

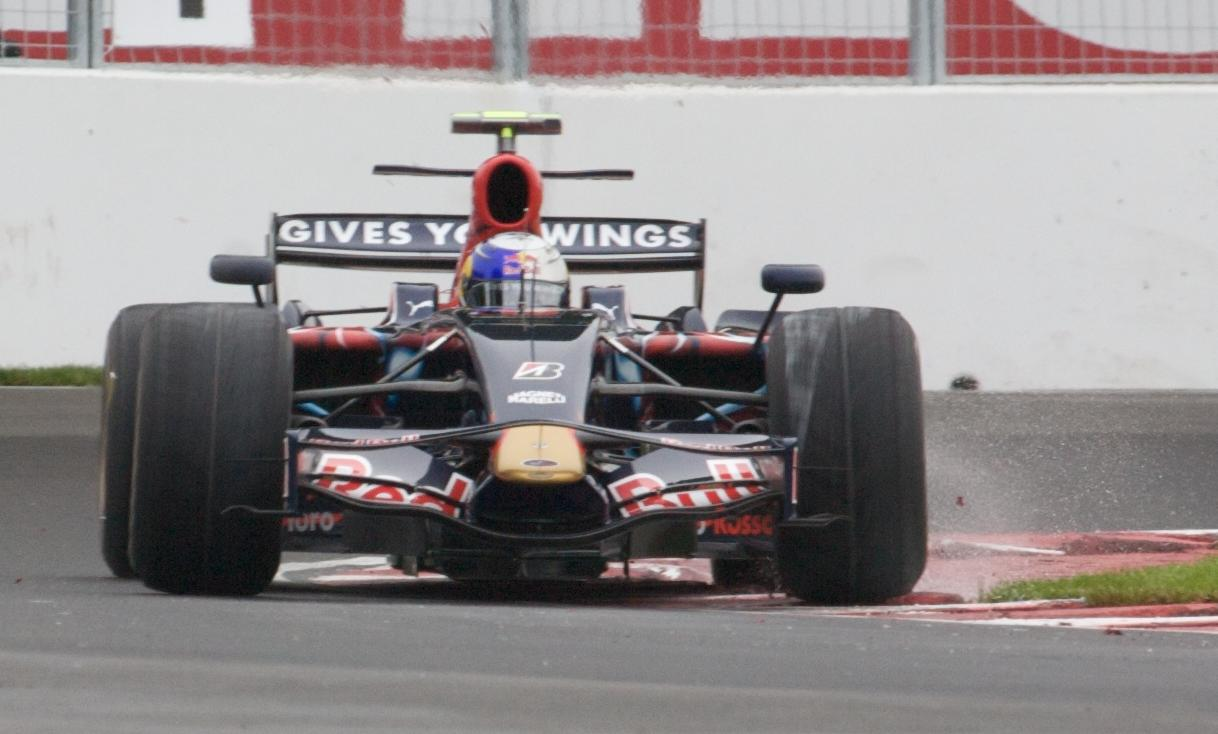
Sebastian Vettel est le seul pilote à ne pas avoir couvert le moindre tour lors des qualifications.

- Sebastian Vettel n'a pas pris part aux qualifications par suite des dégâts irréparables sur sa monoplace à l'issue de la dernière séance des essais libres[1]. En raison des réparations effectuées sur sa voiture, il a démarré la course à partir de l'allée des stands.
- Sébastien Bourdais, auteur du 16e temps des qualifications a été rétrogradé de cinq places sur la grille à la suite du changement de sa boîte de vitesses[2]. Il s'est finalement élancé de la 18e place
- Mark Webber, à la suite d'un contact avec le muret de protection, a endommagé sa suspension avant droite durant la deuxième séance de qualification et n'a pas participé à la troisième séance[3]
- Jenson Button a démarré la course à partir de l'allée des stands. Il s'était qualifié à la 19e place

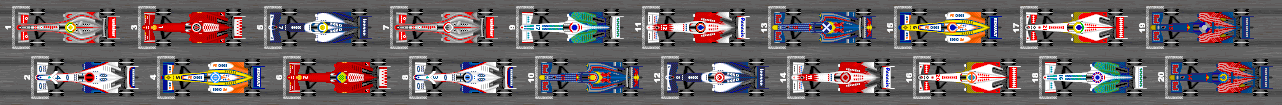
La grille de départ du Grand Prix

## Course

### Déroulement de l'épreuve
Lewis Hamilton profite de sa pole position pour creuser rapidement l'écart sur ses poursuivants, mais la sortie de la voiture de sécurité au quatorzième tour à la suite de l'abandon d'Adrian Sutil ruine ses efforts. 
Lors de la première salve des arrêts aux stands, Robert Kubica et Kimi Räikkönen ravitaillent plus vite que le pilote britannique et quittent leur stand devant lui. La voie des stands demeurant fermée, les deux pilotes se rangent côte-à-côte derrière le feu clignotant tandis qu'Hamilton remarque trop tard le feu et s'encastre dans la Ferrari, ce qui contraint les deux pilotes à l'abandon. Nico Rosberg commet la même erreur et percute à son tour la monoplace d'Hamilton. 
Nick Heidfeld, qui n'est pas passé par les stands, est alors en tête de la course. Après son arrêt, il réussit à conserver sa place mais est talonné par son coéquipier et Fernando Alonso. Le Polonais finit par prendre le meilleur sur Heidfeld et à conserver le leadership après son second passage par les stands. Toujours coincé en troisième position par Heidfeld, Alonso tape le muret au quarante-cinquième tour. 
Kubica et Heidfeld réalisent ainsi le premier doublé de l'écurie BMW Sauber, le Polonais signant sa première victoire en Grand Prix, la première également de BMW en tant que constructeur. Coulthard complète le podium en devançant les Toyota de Timo Glock et Jarno Trulli entre lesquelles s'est intercalé Felipe Massa. Rubens Barrichello et Sebastian Vettel, comme lors de l'épreuve précédente, se partagent les derniers points en jeu.

### Classement de la course

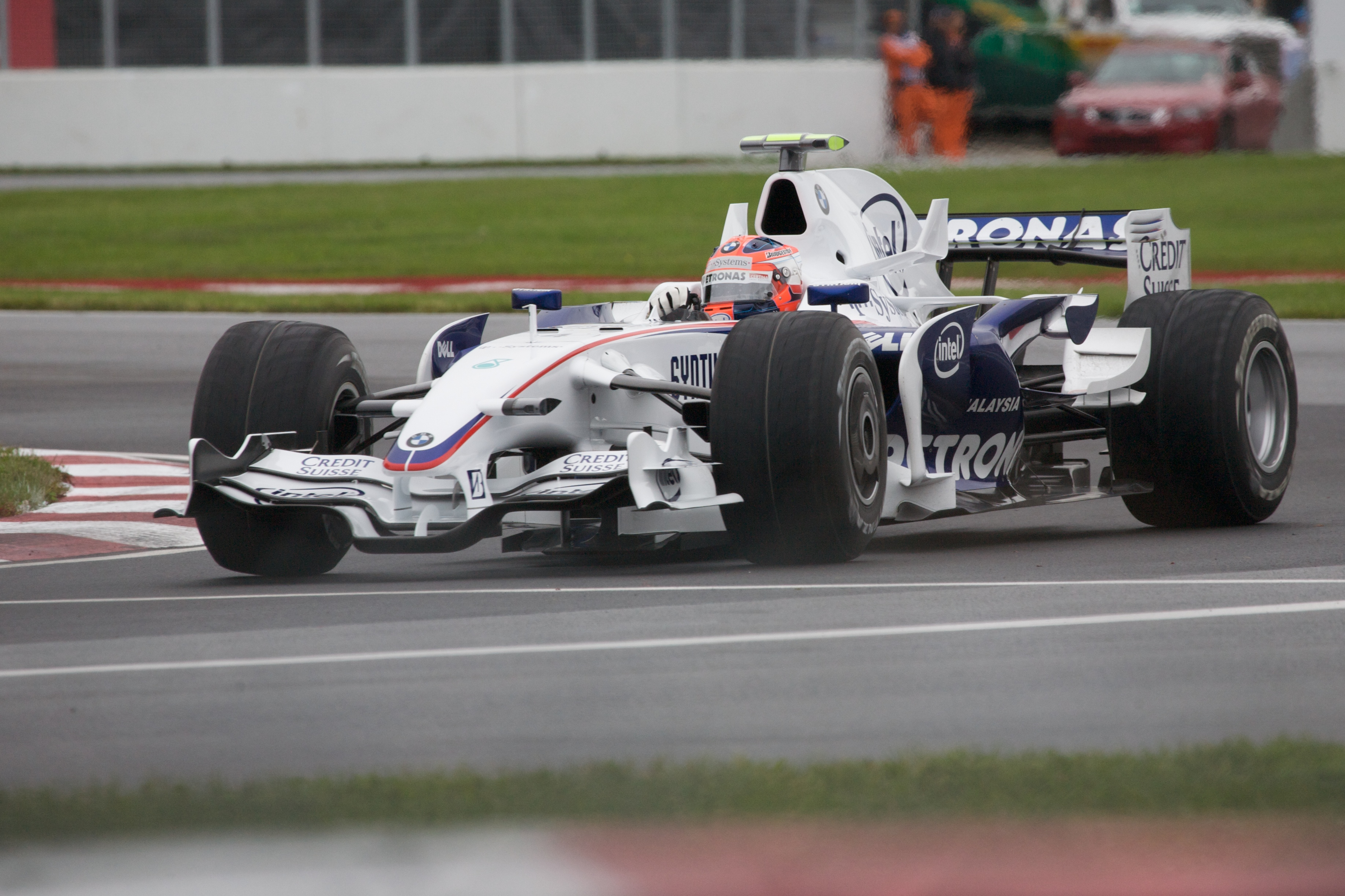
Robert Kubica, vainqueur du Grand Prix du Canada.

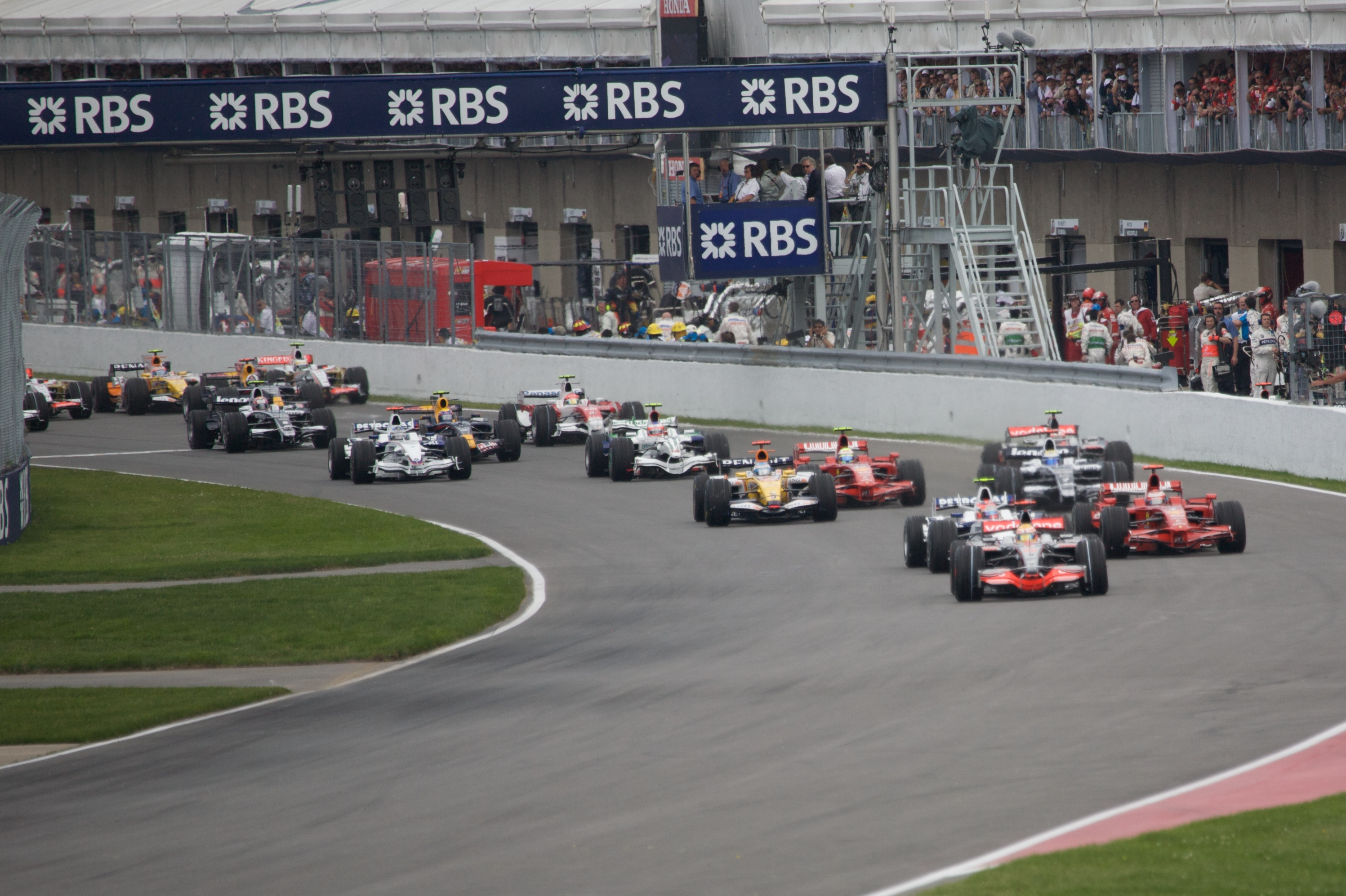
Le départ du Grand Prix du Canada.

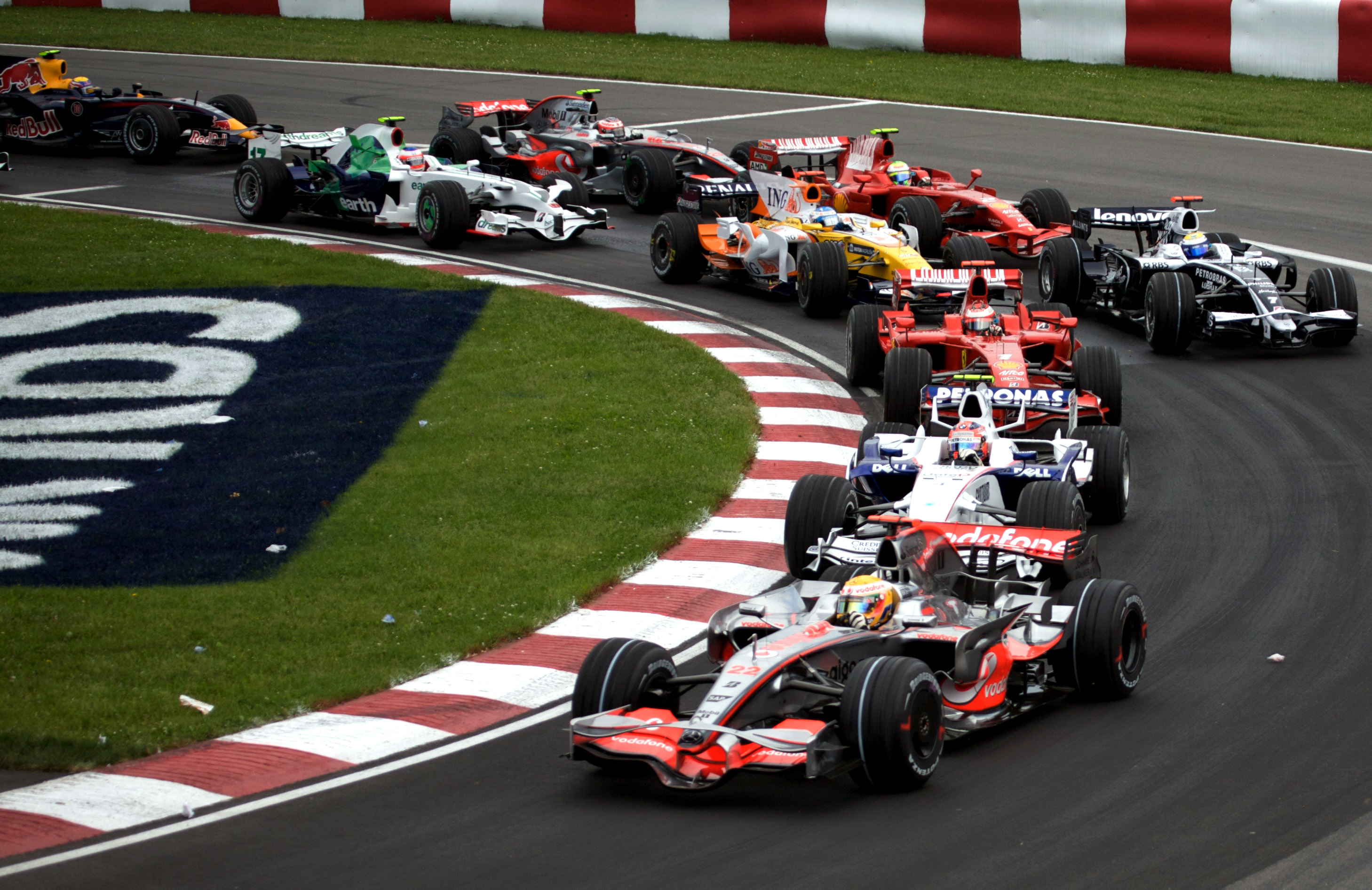
Le second virage du Grand Prix du Canada.

| Pos  | No | Pilote               | Écurie              | Tours | Temps/Abandon                      | Grille | Points |
| ---- | -- | -------------------- | ------------------- | ----- | ---------------------------------- | ------ | ------ |
| 1    | 4  | Robert Kubica        | BMW Sauber          | 70    | 1 h 36 min 24 s 227 (189,987 km/h) | 2      | 10     |
| 2    | 3  | Nick Heidfeld        | BMW Sauber          | 70    | + 16 s 495                         | 5      | 8      |
| 3    | 9  | David Coulthard      | Red Bull-Renault    | 70    | + 23 s 352                         | 13     | 6      |
| 4    | 12 | Timo Glock           | Toyota              | 70    | + 42 s 627                         | 11     | 5      |
| 5    | 2  | Felipe Massa         | Ferrari             | 70    | + 43 s 934                         | 6      | 4      |
| 6    | 11 | Jarno Trulli         | Toyota              | 70    | + 47 s 775                         | 14     | 3      |
| 7    | 17 | Rubens Barrichello   | Honda               | 70    | + 53 s 597                         | 9      | 2      |
| 8    | 15 | Sebastian Vettel     | Toro Rosso-Ferrari  | 70    | + 54 s 120                         | 20     | 1      |
| 9    | 23 | Heikki Kovalainen    | McLaren-Mercedes    | 70    | + 54 s 433                         | 7      |        |
| 10   | 7  | Nico Rosberg         | Williams-Toyota     | 70    | + 54 s 749                         | 5      |        |
| 11   | 16 | Jenson Button        | Honda               | 70    | + 1 min 07 s 540                   | 18     |        |
| 12   | 10 | Mark Webber          | Red Bull-Renault    | 70    | + 1 min 11 s 299                   | 13     |        |
| 13   | 14 | Sébastien Bourdais   | Toro Rosso-Ferrari  | 69    | + 1 tour                           | 19     |        |
| Abd. | 21 | Giancarlo Fisichella | Force India-Ferrari | 51    | Accident                           | 17     |        |
| Abd. | 8  | Kazuki Nakajima      | Williams-Toyota     | 46    | Accident                           | 12     |        |
| Abd. | 5  | Fernando Alonso      | Renault             | 44    | Accident                           | 4      |        |
| Abd. | 6  | Nelsinho Piquet      | Renault             | 43    | Freins                             | 15     |        |
| Abd. | 1  | Kimi Räikkönen       | Ferrari             | 19    | Accrochage avec Hamilton           | 3      |        |
| Abd. | 22 | Lewis Hamilton       | McLaren-Mercedes    | 19    | Accrochage avec Räikkönen          | 1      |        |
| Abd. | 20 | Adrian Sutil         | Force India-Ferrari | 13    | Boîte de vitesses                  | 16     |        |

- Légende: Abd.=Abandon

### Pole position et record du tour
- Pole position :  Lewis Hamilton (McLaren-Mercedes) en 1 min 17 s 886 (201,572 km/h). Le meilleur temps des qualifications a quant à lui été établi par Hamilton lors de la Q1 en 1 min 16 s 909.
- Meilleur tour en course :  Kimi Räikkönen (Ferrari) en 1 min 17 s 387 (202,871 km/h) au 14e tour.

### Tours en tête
- Lewis Hamilton (McLaren-Mercedes) : 18 (1-18).
- Nick Heidfeld (BMW Sauber) : 10 (19-28).
- Rubens Barrichello (Honda) : 7 (29-35).
- David Coulthard (Red Bull-Renault) : 1 (36).
- Jarno Trulli (Toyota) : 2 (37-38).
- Timo Glock (Toyota) : 3 (39-41).
- Robert Kubica (BMW Sauber) : 29 (42-70).

## Classements généraux à l'issue de la course
| Pos | Pilote             | Écurie             | Points |
| --- | ------------------ | ------------------ | ------ |
| 1   | Robert Kubica      | BMW Sauber         | 42     |
| 2   | Felipe Massa       | Ferrari            | 38     |
| 3   | Lewis Hamilton     | McLaren-Mercedes   | 38     |
| 4   | Kimi Räikkönen     | Ferrari            | 35     |
| 5   | Nick Heidfeld      | BMW Sauber         | 28     |
| 6   | Heikki Kovalainen  | McLaren-Mercedes   | 15     |
| 7   | Mark Webber        | Red Bull-Renault   | 15     |
| 8   | Jarno Trulli       | Toyota             | 12     |
| 9   | Fernando Alonso    | Renault            | 9      |
| 10  | Nico Rosberg       | Williams-Toyota    | 8      |
| 11  | Kazuki Nakajima    | Williams-Toyota    | 7      |
| 12  | David Coulthard    | Red Bull-Renault   | 6      |
| 13  | Timo Glock         | Toyota             | 5      |
| 14  | Sebastian Vettel   | Toro Rosso-Ferrari | 5      |
| 15  | Rubens Barrichello | Honda              | 5      |
| 16  | Jenson Button      | Honda              | 3      |
| 17  | Sebastien Bourdais | Toro Rosso-Ferrari | 2      |

| Pos | Écurie              | Points |
| --- | ------------------- | ------ |
| 1   | Ferrari             | 73     |
| 2   | BMW Sauber          | 70     |
| 3   | McLaren-Mercedes    | 53     |
| 4   | Red Bull-Renault    | 21     |
| 5   | Toyota              | 17     |
| 6   | Williams-Toyota     | 15     |
| 7   | Renault             | 9      |
| 8   | Honda               | 8      |
| 9   | Toro Rosso-Ferrari  | 7      |
| 10  | Force India-Ferrari | 0      |
| 11  | Super Aguri-Honda   | 0      |

## Statistiques

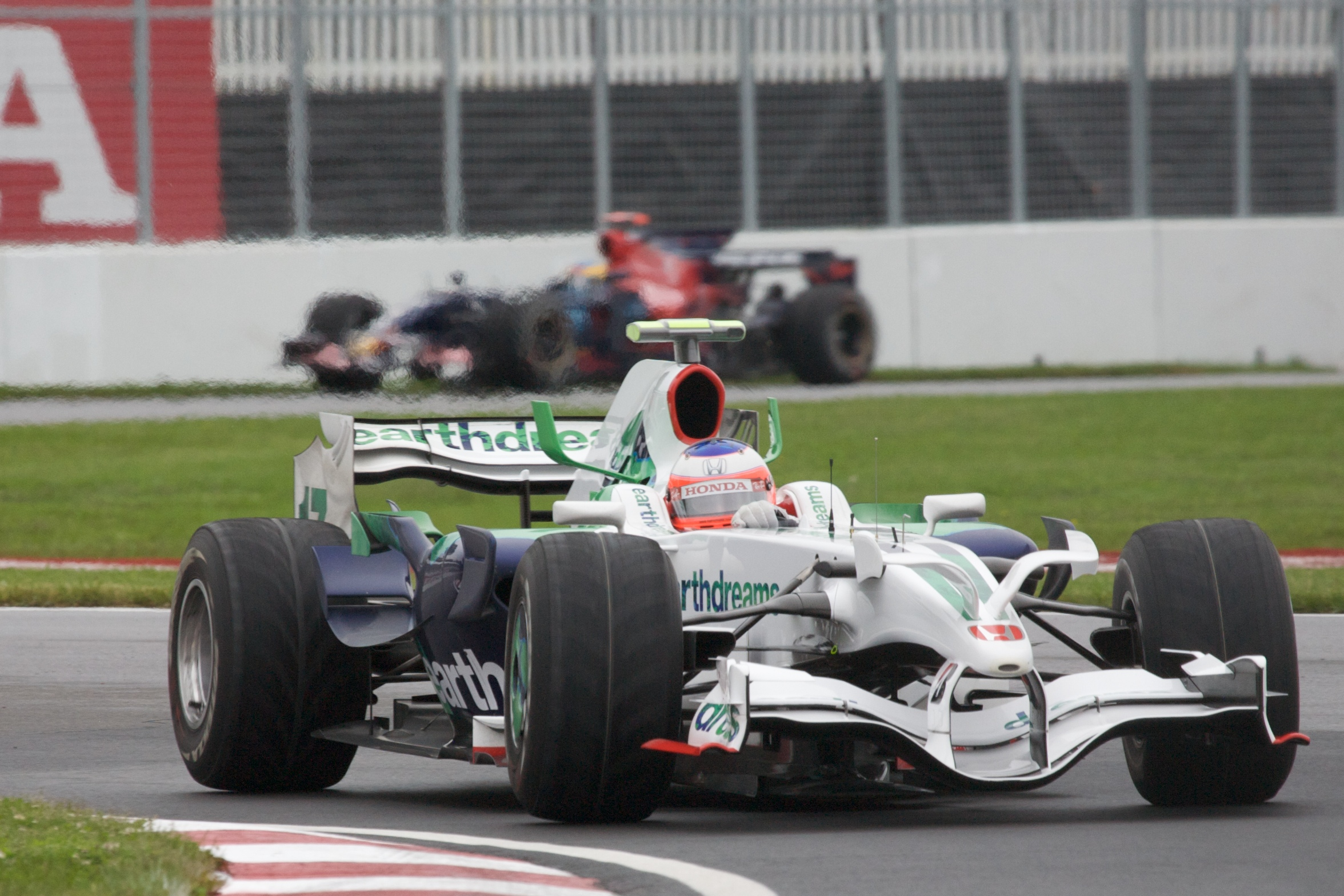
Rubens Barrichello, nouveau recordman du nombre de départs en Grand Prix.

- 8e pole position de sa carrière pour Lewis Hamilton.
- 1re victoire en Grand Prix pour Robert Kubica.
- 1re victoire d'un pilote polonais en championnat du monde de Formule 1.
- 1re victoire pour l'écurie BMW Sauber.
- 1er doublé pour l'écurie BMW Sauber.
- 20e victoire d'un moteur BMW.
- 62e et dernier podium de David Coulthard.
- 1ers tours en tête d'un Grand Prix (3 tours) pour Timo Glock.
- Grâce à ses 29 tours en tête du Grand Prix, Robert Kubica franchit la barre des 200 kilomètres en tête d'une course (249 kilomètres).
- Grâce à ses 18 tours en tête du Grand Prix, Lewis Hamilton franchit la barre des 2 000 kilomètres en tête d'une course (2 002 kilomètres).
- 257e départ en Grand Prix (et 260e engagement) pour Rubens Barrichello qui bat le record de Riccardo Patrese (256 départs pour 258 engagements). Certaines sources considèrent toutefois qu'il a pris son 257e départ lors du Grand Prix de Turquie 2008 (en comptabilisant ses non-participations aux Grands Prix de France et d'Espagne en 2002).
- Pour la première fois depuis le Grand Prix du Japon 2006, la victoire échappe à Ferrari ou McLaren.
- Fin de la série de 31 courses dans les points pour McLaren.